# Progress M-7
Progress M-7 (ryska:  Прогресс М-7) var en sovjetisk obemannad rymdfarkost som levererade förnödenheter, syre, vatten och bränsle till den då sovjetiska rymdstationen Mir. Den sköts upp med en Sojuz-U2-raket, från Kosmodromen i Bajkonur den 19 mars 1991 och dockade med Mir den 28 mars. Farkosten lämnade rymdstationen den 6 maj 1991 och brann upp i jordens atmosfär den 7 maj 1991.
Efter att Progress M-7 misslyckats att docka med Kvant-1, flyttades Sojuz TM-11 till Kvant-1s dockningsport. Den 28 mars genomförde Progress M-7 en lyckad dockning med Mir:s främre dockningsport.

## Återinträdeskapsel
Med på Progress M-7 fanns även en återinträdeskapsel, kallad Raduga. Kapseln separerade från Progress M-7 några minuter efter att den påbörjat återinträdet i jordens atmosfär, kapseln återfanns aldrig.

### Fotnoter
1. ↑  ”NASA Space Science Data Coordinated Archive” (på engelska). NASA. https://nssdc.gsfc.nasa.gov/nmc/spacecraft/display.action?id=1991-020A. Läst 1 mars 2020.
2. ↑  Manned Astronautics - Figures & Facts Arkiverad 9 oktober 2007 hämtat från the Wayback Machine., läst 15 juli 2016.